# 3G MIMO
3G MIMO descriu tècniques MIMO que s'han considerat com a tècniques estàndard 3G.

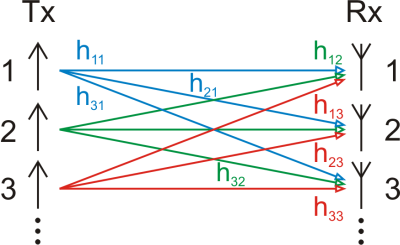
Il·lustració de la matriu del canal MIMO

MIMO, com a estat de l'art de l'antena intel·ligent (IA), millora el rendiment dels sistemes de ràdio incorporant la intel·ligència electrònica a la unitat de processament espacial. El processament espacial inclou la precodificació espacial al transmissor i la postcodificació espacial al receptor, que són duals entre si des del punt de vista teòric del processament del senyal d'informació. L'antena intel·ligent és una tecnologia que representa una antena intel·ligent, una antena múltiple (MIMO), una antena direccional de seguiment automàtic, una antena virtual cooperativa, etc.

## Tecnologia
La precodificació espacial de l'antena intel·ligent inclou la formació de feixos espacials i la codificació espacial. En les comunicacions sense fil, la precodificació espacial s'ha desenvolupat per obtenir una alta fiabilitat, una velocitat elevada i una menor interferència, tal com es mostra a la taula següent.

### Resum de 3G MIMO
La taula resumeix la història de les tècniques 3G MIMO candidates als estàndards 3G. Tot i que la taula també conté la part futura, però els continguts no s'emplenen clarament ja que el futur no és previsible amb precisió.
| Generació                      | 3G                                    | Evolució 3G                           | Més enllà del 3G                                 |
| Desplegament                   | 2003/4                                | 2005~6/2007~8/2009~10                 | 2012~2015                                        |
| Estàndard                      | WCDMA                                 | HSPA/HSPA+/LTE                        | IMT-Avançat                                      |
| Tarifa total                   | 384 kbit/s                            | 14/42/65~250Mbit/s                    | 1 Gbit/s                                         |
| Ample de banda                 | 5 MHz                                 | 5 MHz/20 MHz                          | 20~100 MHz                                       |
| ------------------------------ | ------------------------------------- | ------------------------------------- | ------------------------------------------------ |
| Paradigma del requisit         | Alta fiabilitat (alta qualitat)       | Alta taxa (alta capacitat)            | Menor interferència                              |
| Mètode                         | Diversitat espacial                   | Multiplexació espacial                | Cancel·lació espacial                            |
| Codificació espacial (SC)      | Codificació de la diversitat espacial | Codificació de multiplexació espacial | Codificació de cancel·lació espacial             |
| Formació de feix espacial (SB) | Formació de feix d'un sol corrent     | Formació de feixos multiflux          | Formació de feixos de nul·lació d'interferències |
| Exemples                       | SC: codificació Alamouti, SB: TxAA    | SC: codificació BLAST, SB: SVD        | SC: DPC, SB: MU-BF                               |

### IA en xarxes ad hoc
La tecnologia IA permet que els terminals de client, que tenen múltiples antenes o una antena direccional d'auto-seguiment, es comuniquin entre si amb una relació senyal/interferència i soroll (SINR) tan alta com sigui possible. Suposem que hi ha un terminal d'origen, un terminal de destinació i alguns terminals d'interferència candidats. En comparació amb els enfocaments convencionals, un terminal avançat basat en IA realitzarà precodificació espacial (formació de feix espacial i/o codificació espacial) no només per millorar la potència del senyal al terminal de destinació, sinó també per disminuir la potència d'interferència als terminals d'interferència. Com ho fa l'ésser humà, el terminal IA avançat sàpiga que les altes interferències amb altres terminals acabaran degradant el rendiment de la xarxa sense fil associada.

## Definicions principals
| Terminologia        | Definició |
| ------------------- | --- |
| Antena intel·ligent | Tecnologia d'antena que utilitza algun tipus d'intel·ligència electrònica per millorar el rendiment del sistema sense fil. La intel·ligència electrònica s'implementa mitjançant tècniques de pre/postcodificació espacial com ara la codificació d'informació espacial i la formació de feixos de senyal espacial. L'antena intel·ligent s'ha utilitzat més àmpliament per representar el significat similar. |
| Antena intel·ligent | En sentit estricte, tecnologia d'antena que empra antenes de matriu amb tècniques de formació de feix per millorar el rendiment del sistema sense fil. En sentit ampli, terminologia equivalent a l'antena intel·ligent. |
| MIMO                | Ampli sentit i conegut: MIMO és l'estat de l'art d'IA i SA. - Sentit estret: sistemes d'antenes que utilitzen múltiples antenes tant al transmissor com al receptor. |